# T. S. Spivet különös utazása
A T. S. Spivet különös utazása 2013-ban bemutatott francia-kanadai-ausztrál filmdráma az azonos című könyv alapján. A filmet Jean-Pierre Jeunet rendezte, a fontosabb szerepekben Helena Bonham Carter, Judy Davis, Callum Keith Rennie és Kyle Catlett.
A tízéves T. S. Spivet egy farmon él ikertestvérével, nővérével és szüleivel Montana államban. Egy nap telefonhívást kap Washingtonból, hogy megnyert egy neves díjat a mágnesség elvén működő örökmozgójával. Útra kel egyedül Amerikán át, hogy odaérhessen a díjátadóra.

## Cselekmény
T. S. Spivet egy 10 éves csodagyerek, akinek szenvedélye a térképészet és a tudományos találmányok. Egy farmon él Montana államban édesanyjával, aki a bogarak morfológiájának megszállottja; édesapjával, egy száz évvel későn született cowboyjal; és 14 éves nővérével, aki arról álmodik, hogy egyszer Miss Amerika lesz. Ikertestvére, Layton egy lőfegyveres balesetben halt meg a család pajtájában, amiről soha senki nem beszél. T. S. vele volt, egy kísérlethez mérte a lövések mértékét, és nem érti, mi történt.
Egy nap T. S. váratlanul hívást kap a Smithsonian Intézettől, amelyben közlik vele, hogy ő a nagy presztízsű Baird-díj nyertese az örökmozgó feltalálásáért, és hogy meghívják egy fogadásra a tiszteletére, ahol beszédet kell tartania. Anélkül, hogy bárkinek is szólna, elindul egy tehervonattal az Egyesült Államokon keresztül, hogy eljusson Washingtonba.
Útja során találkozik egy csavargóval a középnyugati pályaudvarokon, túljár számos vasúti biztonsági őr eszén, majd stoppolva felveszi egy 18 kerekű kamion, ami Washingtonban a Smithsonian-nál szállítja le, ahol találkozik G. H. Jibsennel, aki gondját viseli. Végül egy jól öltözött vendégekkel teli teremben mondja el a Baird-díjért tartott beszédét, és beszélget a bátyja haláláról. A beszéd végeztével T. S. édesanyja és édesapja megérkezik Washingtonba, és félbeszakítják őt, miközben egy talkshow-ban szerepel. Az anyja elmondja T. S.-nek, hogy nem az ő hibája volt, mire a tévés Roy kérdésekkel zaklatja őket. Amikor az egész család távozni készül, Mrs. Jibsen, aki rájött, hogy T. S. hazudott neki (azt mondta neki, hogy árva), részegen szidalmazza őt. Erre T. S. anyja megüti a nőt, T. S. apja megüti Royt, és mindannyian hazamennek.

## Szereplők
- Helena Bonham Carter mint Dr. Clair Spivet, édesanya
- Judy Davis mint G. H. Jibsen
- Callum Keith Rennie mint Tecumseh Eli Spivet, édesapa
- Kyle Catlett mint T.S. Spivet (Tecumseh Sparrow Spivet), fiú
- Niamh Wilson mint Gracie Spivet
- Jakob Davies mint Layton Spivet
- Rick Mercer mint Roy
- Dominique Pinon mint Két Felhő (Hobó)
- Julian Richings mint Ricky
- Richard Jutras mint Mr. Stenpock